# Український інститут книги
Украї́нський інститу́т кни́ги (УІК) — державна установа при Міністерстві культури та інформаційної політики України, спрямована на формування державної політики у книжковій галузі, промоцію книгочитання в Україні, підтримку книговидавничої справи, стимулювання перекладацької діяльності та популяризацію української літератури за кордоном.

## Історія
Український інститут книги створений у 2016 році. Виконувачем обов'язків директора установи спершу був обраний Ростислав Семків, а у червні 2017 року в Інституту з'явилася офіційна директорка — Тетяна Терен. Вона встигла закласти підвалини його діяльності: підготувати документацію, організувати умови для роботи. Через півроку Терен звільнилася.
До обрання нового директора обов'язки голови Інституту виконував Сергій Ясинський, потім — Руслан Мироненко. За результатами нового конкурсу, який відбувся 26 липня 2018 року, перемогу здобула директорка ГО «Форум видавців» Олександра Коваль. Вона почала роботу як виконуюча обов'язки директора 10 жовтня 2018 року. 12 грудня Олександра Коваль була офіційно призначена на посаду.

## Діяльність

### Функції
Серед функцій Українського інституту книги:
- фінансування перекладів з/на українську мову;
- реалізація державних програм, пов'язаних з популяризацією і підтримкою читання, українського книговидавництва та бібліотек;
- організація й проведення конкурсів для видання за державний кошт раніше не друкованих книжок;
- реалізація програм резиденцій для митців;
- ініціювання досліджень і опитувань про видавничу сферу в Україні, прогнозування її розвитку;
- підтримка видавництв — українських та іноземних, які займаються україномовними книжками;
- розробка й організація заходів для підтримки українського книговидавництва;
- налагодження комунікації між суб'єктами видавничого бізнесу;
- співпраця зі ЗМІ[10].

### Програми
Український інститут книги має шість основних програм:
1. Промоція української літератури за кордоном — міжнародні проєкти, участь у закордонних книжкових ярмарках, створення глобальної мережі партнерів та зацікавлених в українській літературі осіб.
2. Програма підтримки перекладів — сприяння появі перекладів української літератури шляхом надання грантів для іноземних видавництв.
3. Програма «Українська книга» — підтримка та сприяння розвитку українського книжкового ринку через фінансування нових видань.
4. Програма «Цифрова бібліотека» — проєкт створення повної цифрової бази української класики, нових книжок і рідкісних видань, доступних кожному.
5. Програма промоції читання в Україні — низка національних проєктів, мета яких — підвищити рівень і якість читання населення.
6. Програма поповнення фондів публічних бібліотек — поповнення фондів публічних книгозбірень по всій Україні актуальними виданнями.

### Програма підтримки перекладів
Програма підтримки перекладів Translate Ukraine — державна програма Українського інституту книги з підтримки перекладів творів української літератури іншими мовами, аналогів якій в Україні немає.
Мета програми — збільшення видимості України та української літератури у міжнародному культурному просторі, зростання впізнаваності голосів українських авторів за кордоном, забезпечення доступу іноземних читачів до творів української літератури.
Програма частково відшкодовує витрати на видання української літератури іноземною мовою.
У межах програми Український інститут книги підтримав 53 переклади творів українських авторів на 21 мову (англійську, німецьку, італійську, французьку, словацьку, польську, а також арабську, іврит, монгольську, македонську та інші) у 24 країнах світу. 53 переклади — це 30 % від загальної кількості виданих у 2020 році перекладів української літератури іншими мовами.
Для реалізації програми у 2020 році було використано 4,6 млн грн.

### Програма поповнення фондів публічних бібліотек
У 2018 році Український інститут книги повноцінно виконав програму поповнення фондів публічних бібліотек, яка розпочалася 5 жовтня. На її здійснення держава надала 120 мільйонів гривень, перерозподіливши кошти з програми «Українська книга». Команді Інституту вдалося реалізувати її у надзвичайно короткий термін.
До Українського інституту книги надійшли на розгляд 2 779 заявок від 137 видавців. Експертна рада обрала серед них 741 книжку для закупівлі за державний кошт. Було проведено засідання тендерного комітету, переговорні процедури з видавцями, засідання Наглядової ради, публікація укладених договорів у системі ProZorro. За результатами програми, публічні бібліотеки отримали 984 449 примірників від 91 видавництва на суму 114 397 900 гривень.

### Повне видання творів Лесі Українки
Український інститут книги координував проєкт з повного видання творів Лесі України, яке вийшло у 2021 році і є повним нецензурованим академічним зібранням творів Лесі Українки, виданим з нагоди її 150-річного ювілею. Для виконання проєкту УІК уклав угоду з Волинським національним університетом імені Лесі Українки, який здійснив текстологічну та редакційну підготовку. Для цього університет створив 14 редакційних колегій та залучив до роботи лесезнавців і текстологів з Луцька, Києва, Острога, Львова та інших міст. Фінальне зібрання отримало 14 томів нецензурованих текстів обсягом 9 448 сторінок, та було видане накладом 1500 примірників.

## Міжнародні заходи

### Болонський ярмарок дитячої книги
Болонський ярмарок дитячої літератури (Bologna Children's Book Fair) [Архівовано 6 березня 2021 у Wayback Machine.] — найбільший у світі ярмарок, присвячений дитячій літературі. На нього з'їжджаються близько 1400 учасників, а кількість відвідувачів сягає 30 тис. осіб. У 2020 році він відбувся у 57-й раз.
Український інститут книги активно долучився та сприяв організації участі українських видавництв в ярмарку — поширив інформацію про можливості онлайн участі серед видавців, організував процес реєстрації видавців для онлайн участі та допомагав видавцям із усіма організаційними та технічними питаннями.
18 українських видавництв взяли участь в ярмарку. Перелік учасників ярмарку від України, які розмістили книги на онлайн платформу Pub Match, яка займалася хостингом Global Rights Exchange BCBF (Глобальної біржі прав) [Архівовано 6 березня 2021 у Wayback Machine.]: «Новаторфільм», «Віват», «А-ба-ба-га-ла-ма-га», Art Nation, «Час майстрів», «ДивоГра», «Навчальна книга — Богдан», «Каламар», Видавництво "ТУТ", Видавництво ПЕТ, «Маміно», Видавнича група "Основа", «Фоліо», Видавництво Старого Лева, Артбукс, «Школа», «Чорні Вівці», «Видавництво». Всього ці видавництва та українські учасники представили 246 українських видань.
Видавці мали змогу брати участь в онлайн-активностях: через власні онлайн-кабінети проводити перемовини про укладання угод, укладати угоди, брати участь у вебінарах, лекціях, дискусіях, цифрових виставках, конференціях, майстер-класах, інтерв'ю та спеціальних проєктах. Учасники, які були зареєстровані для участі у ярмарку цього року, отримали змогу безкоштовно представити свої видання світовій видавничій спільноті шляхом участі у Global Rights Exchange BCBF. [Архівовано 6 березня 2021 у Wayback Machine.].

### Франкфуртський книжковий ярмарок
Презентація національних стендів на книжкових ярмарках і фестивалях за кордоном — одне з основних завдань Інституту. У 2018 році важливим досягненням стала успішна участь України у Франкфуртському книжковому ярмарку — наймасштабнішій видавничій події світу.

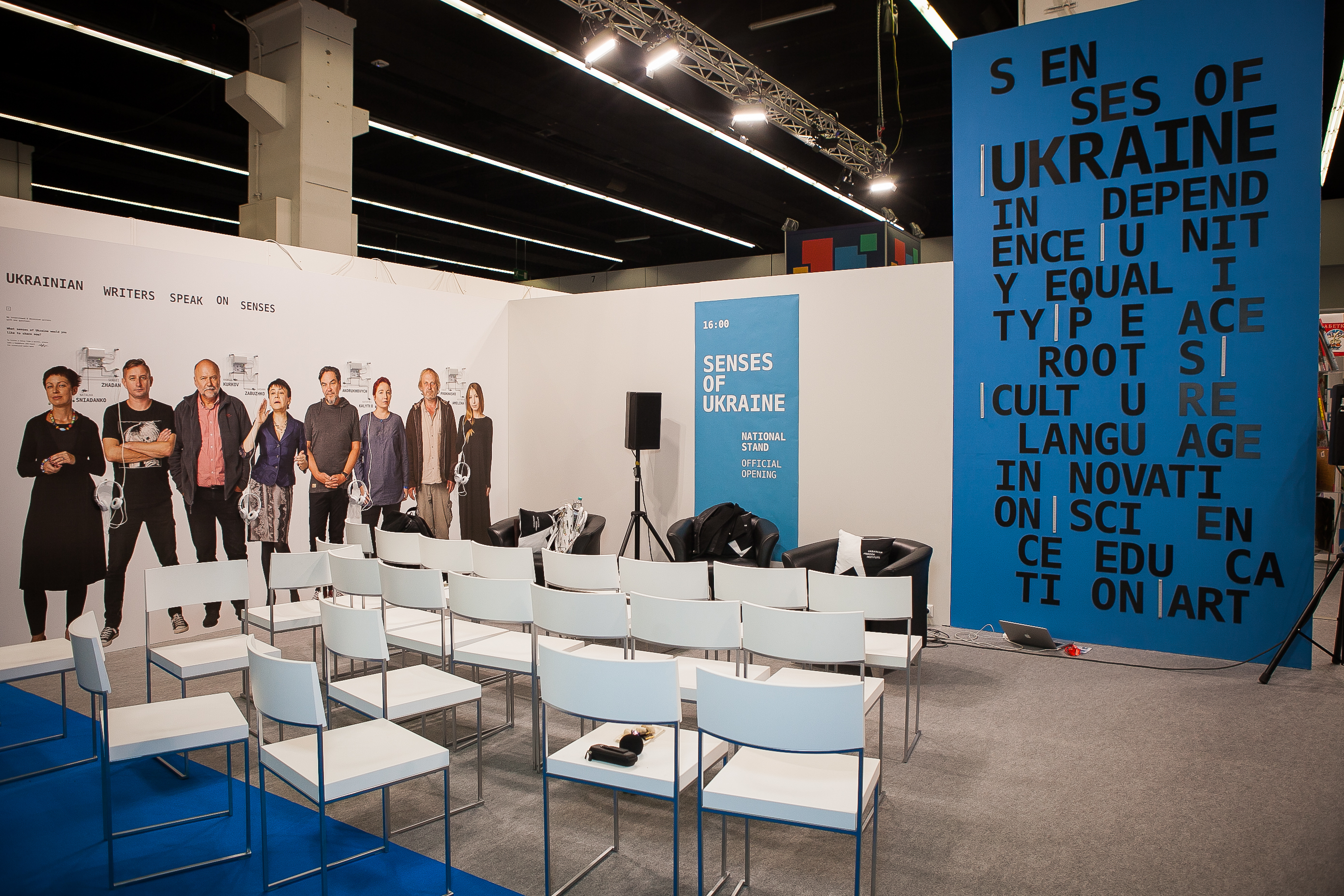
«ВідЧУТИ Україну» — гасло українського стенда на Франкфуртському книжковому ярмарку у 2018 році.

«Senses of Ukraine» або «ВідЧУТИ Україну» — таким було гасло українського стенда 2018 року. Обігравши подвійне значення англійського слова senses, — «відчуття» і «сенси» — організатори запропонували дізнатися про Україну за допомогою базових відчуттів: слуху, зору, дотику, смаку. Візуальну концепцію українського стенда розробив Андрій Лінік — медіахудожник, історик мистецтва, куратор мультимедійних проєктів.
Так, на площі у 140 квадратних метрів можна було побачити зображення найвідоміших українських письменників у повний зріст і послухати, у чому ж для них полягають «сенси України». Також за участі «Мистецького Арсеналу» була розроблена інтерактивна VR-зона «Знайомство з Туконі», створена за мотивами книжок Оксани Були «Туконі — мешканець лісу», «Зубр шукає гніздо» та «Ведмідь не хоче спати».
Вперше на відкритті українського стенда побував віцепрезидент ярмарку Тобіас Фосс — він виступив перед гостями разом із віцепрем'єром України Павлом Розенком, заступником міністра культури Юрієм Рибачуком і головою Асоціації видавців та книгорозповсюджувачів Олександром Афоніним.
Одним із основних акцентів України на ярмарку стали ілюстратори, яких неодноразово визнавали за кордоном. Їхні роботи були висвітлені на самому стенді та в окремому каталозі.

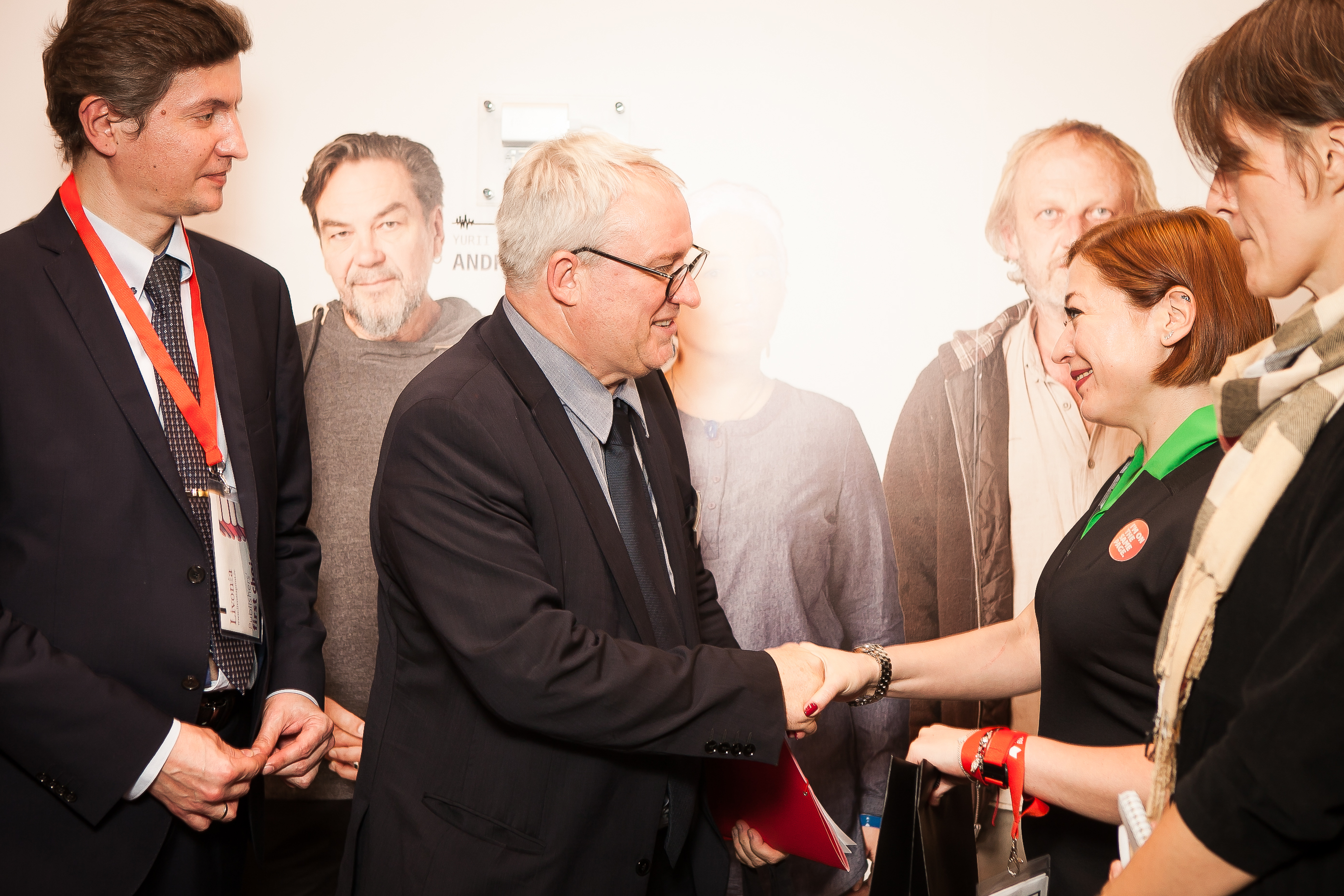
Віцепрезидент Франкфуртського книжкового ярмарку Тобіас Фосс на українському стенді.

Разом із Українським інститутом книги до Франкфурту вирушили 16 видавців: «Видавництво Старого Лева», «Фоліо», «Клуб сімейного дозвілля», «Наш Формат», «А-ба-ба-га-ла-ма-га», «Навчальна книга — Богдан», «Фонтан казок», «САМІТ-Книга», «КМ-Букс», «Перун», «Брайт Букс», «Либідь», «АРТ НЕЙШН», «Маміно», Агенція культурного розвитку.
Учасниками української програми стали:
- Сергій Плохій — історик, професор Гарвардського університету, автор книжок «Брама Європи», «Чорнобиль: історія трагедії», «Козацький міф»
- Юрій Дуркот — найкращий німецький перекладач 2018 року
- Катерина Калитко — українська поетка й письменниця, авторка низки поетичних збірок і збірки оповідань «Земля загублених»
- Вікторія Амеліна — українська письменниця, авторка книжок «Дім для Дома», «Це зробила вона»
- Євгеній Стасіневич — літературний критик
- Мустафа Джемілєв — уповноважений президента України у справах кримськотатарського народу, громадський діяч, дисидент, політв'язень
- Алім Алієв — журналіст, громадський активіст, засновник організації «Крим SOS» і центру «Кримський дім у Львові», автор книги «Мустафа Джемілєв: Незламний»

Кампанія «On the same page», присвячена 70-річчю ухвалення декларації прав людини, стала важливим акцентом Франкфуртського ярмарку. В її межах Україна організували акцію на підтримку українських політв'язнів, яких незаконно утримують на території Російської Федерації. Відомі письменники читали оповідання українського режисера Олега Сенцова, а перед російським стендом влаштували мовчазну акцію протесту.

### Празький книжковий ярмарок «Світ книги— 2018»
Інститут книги спільно з Посольством України в Чехії організував національний стенд на празькому книжковому ярмарку «Світ книги — 2018». Вперше участю в ній займалася культурна інституція, раніше стенд організовували місцеві україністи та представники діаспори.
У чеському ярмарку взяли участь 11 видавництв: «А-ба-ба-га-ла-ма-га», «Наш Формат», «Видавництво Старого Лева», «Комора», «Видавництво», «Перун», «Брайт Букс», «Nebo Booklab Publishing», «OKO», «Book Chef» та літературний конкурс «Коронація слова». Серед письменників Україну представили Катерина Калитко, Ірина Цілик, Артем Чех і Таня Малярчук.
Український стенд відвідали міністр культури Чехії Ілля Шмід, посол України у Чехії Євген Перебийніс та директор державної книжкової інституції Czech Lit Онджей Буддеус.

## Заходи в Україні

### «Форум Видавців»
Український інститут книги спільно з ГО «Форум видавців» став співорганізатором подій на 25 Book Forum.
Найгучнішим заходом став «BookUp Night», під час якого фахівці видавничої справи розповідали про свої найкумедніші професійні невдачі. У ньому взяли участь директор видавництва  «А-ба-ба-га-ла-ма-га» Іван Малкович, письменниця Оксана Забужко, колишній головний редактор українського «Esquire» Олексій Тарасов, журналістка і перекладачка Ірина Славінська і директор видавництва «Наш Формат» Антон Мартинов.
Крім цього, Український інститут книги організував дискусію про фільм «Дике поле» за мотивами бестселера Сергія Жадана «Ворошиловград». Режисер фільму Ярослав Лодигін поговорив з Олексієм Тарасовим, представниками кіностудії Film UA і самим автором книжки про мистецтво на перетині літератури й кіно. Крім того, Лодигін презентував кадри фільму, який вийшов на екрани 8 листопада 2018 року.

### «Креативна Україна»
Команда Українського інститут книги стала співорганізатором семінару «Publishers' Guide: How to conquer Europe» в рамках форуму «Креативна Україна». У заході взяла участь Джекс Томас, директорка Лондонського книжкового ярмарку, яка вперше завітала в Україну. Під час її приїзду обговорювалася участь українського стенда в Лондоні. Крім того, Томас поділилася досвідом проведення масштабних літературних заходів.
Також у семінарі взяла участь президент фундації «Краків — місто літератури», членкиня ради Фонду нового мистецтва ZNACZY SIĘ і програмна директорка літературних фестивалів Ольга Бжезинська. На запрошення Українського інституту книги вона провела чотири зустрічі: розповіла українським видавцям, як знайти своє місце на ринку й розвивати власний бренд, взяла участь у панельній дискусії, подискутувала із відвідувачами форуму на сесії питань і провела публічне інтерв'ю з Джекс Томас.

### «Схід читає»
Український інститут книги став партнером проекту «Схід читає», в межах якого сучасні українські письменники відвідали низку бібліотек Луганської й Донецької областей. За посередництва інституту до книгозбірень віддають понад дві тисячі українських книжок. У проекті взяли участь близько 30 бібліотек у 15 населених пунктах. Його організатором став Благодійний фонд Сергія Жадана за підтримки Міжнародного фонду «Відродження».
Наразі Сергій Жадан, Андрій Курков, Євген Положій, Іван Андрусяк і Таня Стус вже побували в Старобільську, Станиці Луганській, Щасті й Сватовому.
Вони зустрілися із дорослими й дітьми у місцевих бібліотеках, які стали тут центрами громадського й культурного життя. Бібліотекарі й читачі мали змогу поспілкуватися з авторами книжок, що надійшли до книгозбірень у їхніх містах в рамках програми поповнення фондів публічних бібліотек.

### «Українська книгарня»
На початку серпня 2023 року, УІК поклав кінець дискусії щодо кількості стаціонарних книгарень в Україні та зібрав усі книжкові мережі в один перелік. Спершу УІК книги оприлюднив дані про 247 книгарень, згодом це число зросло до 378 (але й воно ще не остаточне). Отже, за даними УІК, станом на серпень 2023 року в Україні працює 378 книгарень, — про це повідомила директорка УІК Олександра Коваль.

## Скандали

### Включення російськомовних книг до каталогу «Українські книжкові новинки 2017/2018»
Наприкінці 2017 року УІК представили свій перший каталог «Українські книжкові новинки 2017/2018» спочатку англійською, 20 грудня 2017, а згодом 9 січня 2018 року і українською. Поява каталогу була схвально сприйнята українським суспільством, однак певні його моменти викликали нарікання. Зокрема, до каталогу була включена бібліоінформація виключно про російськомовне видання книги Володимира Рафаєнка «Довгі часи» (в російськомовній версії «Долгота дней»), хоча існує й україномовне версія видання «Довгі часи» від видавництва ВСЛ в перекладі українською Маріанни Кіяновської.